# Montmérac
Montmérac község Franciaország Új-Aquitania régiójában, Charente megyében. Új községként 2016. január 1-jén jött létre két korábbi község: Montchaude és Lamérac egyesítésével. Lakosainak száma 725 fő (2022. január 1.).

## Népesség
| Lakosok száma | 722  | 716  | 714  | 717  | 719  | 725  |
|               | 2017 | 2018 | 2019 | 2020 | 2021 | 2022 |